# 阿尔巴尼亚劳动党
阿爾巴尼亞勞動黨，簡稱阿勞（PPSH），是阿爾巴尼亞历史上的一个共产主义政党。1944年—1991年，该党是阿尔巴尼亚的执政党。1991年6月13日，改组为阿尔巴尼亚社会党。

## 历史
1941年11月8日—14日，在南斯拉夫共产党代表米拉丁·波波维奇和杜尚·穆戈沙的帮助下，科尔察、斯库台和“青年”等3个共产主义小组在地拉那召开代表会议，决定合并各共产主义小组，成立阿尔巴尼亚共产党。会议选举了由7人组成的临时中央委员会为党的领导机构，虽然没有规定任何人为书记，但恩维尔·霍查受委托领导临时中央委员会。阿共最初只有130名党员，并受南共控制。
在第二次世界大战中，阿尔巴尼亚共产党领导人民进行反对德、意法西斯侵略者的武装斗争。1942年，成立全国民族解放委员会。1943年3月17日，阿尔巴尼亚共产党第一次全国代表会议召开，号召阿尔巴尼亚人民积极参加游击队，扩大武装斗争，进行总起义，霍查在会上当选为总书记。1944年10月，把全国民族解放委员会改组为阿尔巴尼亚民主政府，霍查任临时总理。同年11月29日，阿尔巴尼亚解放，该党便着手向社会主义过渡，实行生产资料国有制，进行土地改革。1946年1月11日，宣布成立阿尔巴尼亚人民共和国，建立了以霍查为首的新政府。1947年7月，霍查与苏联最高领导人约瑟夫·斯大林会晤，斯大林建议阿共改名为“阿尔巴尼亚劳动党”，因为农民占当时阿尔巴尼亚人口的多数，霍查接受了这个建议。1948年11月8日—22日，阿共举行“一大”，通过党章，改名为阿尔巴尼亚劳动党，制定建设社会主义基础的纲领。
1951年，开始执行发展经济的五年计划。1961年，该党“四大”宣布已经建成社会主义的经济基础，阿尔巴尼亚进入完全建成社会主义的阶段。1967年，发动“思想文化革命”，完全禁止宗教活动。1976年，改国名为阿尔巴尼亚社会主义人民共和国。该党认为，虽然阿尔巴尼亚已建成社会主义，但是阶级斗争仍是社会发展的主要动力，并多次进行“清党”。该党强调靠自力更生建设社会主义，禁止同外国建立共同的经济、财政金融公司和机构，禁止利用外国贷款。该党认为美苏两个超级大国同样狡猾和危险。
1985年，霍查去世，拉米兹·阿利雅成为党的第一书记。阿利雅本欲继续执行霍查路线，但阿尔巴尼亚经济形势日益恶化，迫使他着手进行改革，实行对外开放。1990年12月11日，在苏东剧变和阿尔巴尼亚抗议浪潮此起彼伏的背景下，阿尔巴尼亚劳动党被迫同意实行政治多元化。1991年3月31日，举行1923年以来首次有多个政党参加的议会选举，阿尔巴尼亚劳动党获胜。同年6月13日，阿尔巴尼亚劳动党“十大”决定实行革新党的方针，并改组为阿尔巴尼亚社会党；而部分忠於霍查主義的黨員也因此集體退黨，另組阿爾巴尼亞共產黨。
該黨的黨報是《人民之聲報》，理论刊物为《党的道路》。該黨的下屬青年組織是阿爾巴尼亞勞動青年聯盟，下屬先鋒組織是恩維爾先鋒隊。該黨還領導有群眾性政治組織阿爾巴尼亞民主陣線。

## 国外追随者
阿尔巴尼亚劳动党坚定的正统斯大林主义立场吸引了世界各地的许多反修正主义政党和组织，特别是在1970年代后期对中国共产党的立场不满的反修正主义者。1978年—1980年，许多政党宣布抛弃毛主义，转而追随“ 阿劳路线”（霍查主义）。但是，在阿尔巴尼亚社会主义政权垮台后，不少政党放弃这种追随关系。目前，仍有许多坚持霍查主义的政党聚集在马列主义政党和组织国际会议 (团结和斗争)周围。
以下是中阿决裂后追随霍查主义并得到阿尔巴尼亚劳动党认可的政党和组织：
- 丹麦 丹麦共产党/马列[2]
- 法國 法国工人共产党[2]
- 德国 德国共产党/马列[2]
- 英国 不列颠共产党（马列）[2]
- 英国 不列颠革命共产党（马列）[2]
- 冰島 冰岛共产党（马列）[2]
- 愛爾蘭 爱尔兰共产党（马列）[2]
- 義大利 意大利共产党（马列）[2]
- 葡萄牙 葡萄牙共产党（重建）[2]
- 西班牙 西班牙共产党（马列） (1964年)[2]
- 瑞典 共产党马列（革命者）[2]
- 贝宁共产党[3]
- 布吉納法索 沃尔特革命共产党[2]
- 塞内加尔 争取人民民主联盟[2]
- 加拿大 加拿大共产党（马列）[2]
- 尼加拉瓜 马列主义人民行动运动[2]
- 千里達及托巴哥 特立尼达和多巴哥共产党[2]
- 巴西 巴西共产党[2]
- 秘魯 秘鲁共产党—红旗[2]
- 秘魯 革命先锋（共产主义无产阶级）[2]
- 苏里南 苏里南共产党[2]
- 新西兰 新西兰共产党[2]

## 历届中央政治局委员
一大（1948年）
- 委员
- 候补委员

二大（1952年）
- 委员
- 候补委员

三大（1956年）
- 委员
- 候补委员

四大（1961年）
- 委员：阿迪尔·查尔查尼、贝基尔·巴卢库、恩维尔·霍查、果格·努什、哈基·托斯卡、希斯尼·卡博、马努什·穆夫蒂乌、穆罕默德·谢胡、拉米兹·阿利雅、里塔·马尔科、斯皮洛·科列加
- 候补委员：卡德里·哈兹比乌、科乔·蒂奥多西、佩特里特·杜米、皮洛·皮里斯特里

五大（1966年）
- 委员
- 候补委员

六大（1971年）
- 委员
- 候补委员

七大（1976年）
- 委员
- 候补委员

八大（1981年）
- 委员：恩维尔·霍查、阿迪尔·查尔查尼、穆罕默德·谢胡、希斯尼·卡博、拉米兹·阿利雅、海古兰·伊萨依、马努什·穆夫蒂乌、帕利·米斯卡、卡德里·哈兹比乌、哈基·托斯卡、里塔·马尔科、斯比罗·科列加
- 候补委员

九大（1986年）
- 委员
- 候补委员

## 历届中央书记处成员
一大（1948年）
- 总书记：恩维尔·霍查
- 书记：

二大（1952年）
- 总书记：恩维尔·霍查
- 书记：

三大（1956年） 
- 第一书记：恩维尔·霍查
- 书记：

四大（1961年）
- 第一书记：恩维尔·霍查
- 书记：希斯尼·卡博、里塔·马尔科、拉米兹·阿利雅、哈基·托斯卡

五大（1966年）
- 第一书记：恩维尔·霍查
- 书记：

六大（1971年） 
- 第一书记：恩维尔·霍查
- 书记：

七大（1976年） 
- 第一书记：恩维尔·霍查
- 书记：

八大（1981年）
- 第一书记：恩维尔·霍查
- 书记：

九大（1986年）
- 第一书记：拉米兹·阿利雅
- 书记：